# Estrilda troglodytes
Il becco di corallo (Estrilda troglodytes (Lichtenstein, 1823)) è un uccello passeriforme della famiglia degli Estrildidi.

## Descrizione

### Aspetto
Il becco di corallo ha il piumaggio brunastro con la coda quasi nera. Le zampe sono grigio chiaro mentre il becco è rosso-arancio (corallo, appunto).
Dal becco si estende una banda rossa che attraversa l'occhio, dalle dimensioni di questa banda si è in grado di distinguerne il sesso in quanto nella femmina è leggermente più corta.

### Dimensioni
Di lunghezza tra i 9 e i 10 cm.

## Biologia

### Riproduzione
L'accoppiamento avviene all'interno del nido dove la femmina depone tra le 3 e le 8 uova. La cova viene effettuata da entrambi durante il giorno e solo dalla femmina durante la notte.
I piccoli nascono in soli 12 giorni di incubazione e lasciano il nido a 18 giorni di vita. Già a due settimane dalla nascita è possibile distinguere i maschi dai loro primi cinguettii.

## Distribuzione e habitat
L'habitat di elezione di questa specie è la steppa asciutta dell'Africa orientale e occidentale.

## Rapporti con l'uomo
Viene allevato e riprodotto con successo in cattività come uccello ornamentale fin dal XVIII secolo.